# Monts Bear River
Les monts Bear River (Bear River Mountains ; littéralement « montagnes de la rivière de l'ours ») sont un chaînon de la chaîne Wasatch, un massif des Rocheuses. Ils s'étendent du nord-est de l'Utah jusqu'au sud-est de l'Idaho.
Ils sont localisés entre le Grand Lac Salé et le lac Bear. Il s'agit d'une destination touristique populaire aussi bien pour les activités hivernales qu'estivales avec par exemple le camping, la randonnée, l'escalade, le motoneige et le ski. La température la plus basse de l'Utah a été enregistrée dans la région le premier février 1985 (−56 °C). Le point culminant des monts, situé dans le comté de Cache est le pic Naomi (3 042 m).